# Withius soederbomi
Withius soederbomi är en spindeldjursart som först beskrevs av Schenkel 1937.  Withius soederbomi ingår i släktet Withius och familjen Withiidae. Inga underarter finns listade i Catalogue of Life.